# Piatra Șoimilor
Piatra Șoimilor (în maghiară Sólyom-kő) este o arie protejată de interes național ce corespunde categoriei a IV-a IUCN (rezervație naturală de tip geologic și botanic), situată în județul Harghita, pe teritoriul administrativ al orașului Băile Tușnad.

## Geografie
Rezervația naturală aflată în capătul sudic al Munților Harghitei, are o suprafață de 1,5 ha , și reprezintă o stâncă formată din rocă magmatică (andezitică), de culoare brun-cenușie, împrejmită de vegetație lemnoasă.
Stânca se încadrează în lanțul eruptiv al Munților Harghitei de Sud, fiind situată pe versantul estic al conului Muntelui Pilișca pe malul drept al Oltului la o înălțime de 824 m  și oferă o priveliște excelentă asupra  defileul Oltului, stațiunii Tușnad, vârfurilor Vártető, Surduc și Ciomatu. . Limitele rezervației sunt trasate astfel: la est de drumul forestier, la sud de pârâul Corbului, iar la vest și nord de pădurea mixtă de conifere și foioase. 

## Flora
La periferiea rezervației perdeaua forestieră este formată din pădure de brad argintiu (Abies alba), pin (Pinus sylvestris) și molid (Picea abies L.), în asociere cu fag (Fagus sylvatica), stejar (Quercus robur), carpen (Carpinus betulus) sau mesteacăn (Betula pendula), alun (Corylus avellana), carpenul (Carpinus betulus), paltinul de munte (Acer pseudoplatanus), plopul tremurător (Populus tremula), ulmul de munte (Ulmus glabra).

Drob de munte (Cytisus hirsutus)

Flora zonei stâncoase este formată din specii de plante caracteristice habitatelor uscate și stâncăriilor precum vulturica lui Teleki (Hieracium telekianum), care este un endemism local, vulturica onaltă (Hieracium piloselloides), urechelnița (Jovibarba hirta), șoaldina mare (Sedum maximum), șoaldina acră (Sedum acre), borșișorul (Sempervivum marmoreum), pojarnița perforată (Hypericum perforatum), drobul de munte (Cytisus hirsutus).
În timpul lunilor de vară de-a lungul fluxului de apă al celor două pâraie (Corbul și Minerul) putem admira lăptucul oii (Telekia speciosa) care poate ajunge uneori la 2 m înălțime. 
Imaginea generală a florei din rezervație prezintă un aspect caracteristic (stratificare inversă) datorită fenomenului meteorologic de inversiune de temperatură. În jurul orașului Băile Tușnad , la o altitudine de 650 m se pot observa coniferele adaptate la clima mai rece, iar mai sus, spre Piatra Șoimilor, la o altitudine de 800 m, foioasele adaptate la temperaturi mai ridicate.

## Fauna
Speciile de fluturi ce pot fi cel mai des observate la limita rezervației sunt: fluturele amiral-roșu (Vanessa atalanta), Polygonia c-album, fluturele-de-varză (Pieris brassicae), Nymphalis urticae, arginie mare de pădure (Argynnis paphia), ochi de păun de zi (Inachis io), Aphantopus hyperantus. 
După perioadele umede, pe malul pârâului Corbului apar și amfibienii (Amphibia), spre exemplu buhaiul de baltă cu burta galbenă (Bombina variegata), iar în preajma vegetației de pe mal și în subarbustul dens se poate observa o mare varietate de insecte  (Insecta): libelula (Calopteryx virgo), băligarul (Geotrupes stercorarius), furnica roșie de pădure (Formica rufa), viespea-furnică (Mutilla europaea), buburuza (Coccinella septempunctata), ploșniță de pădure (Pentatoma rufipes) sau musca scorpion (Panorpa communis). 

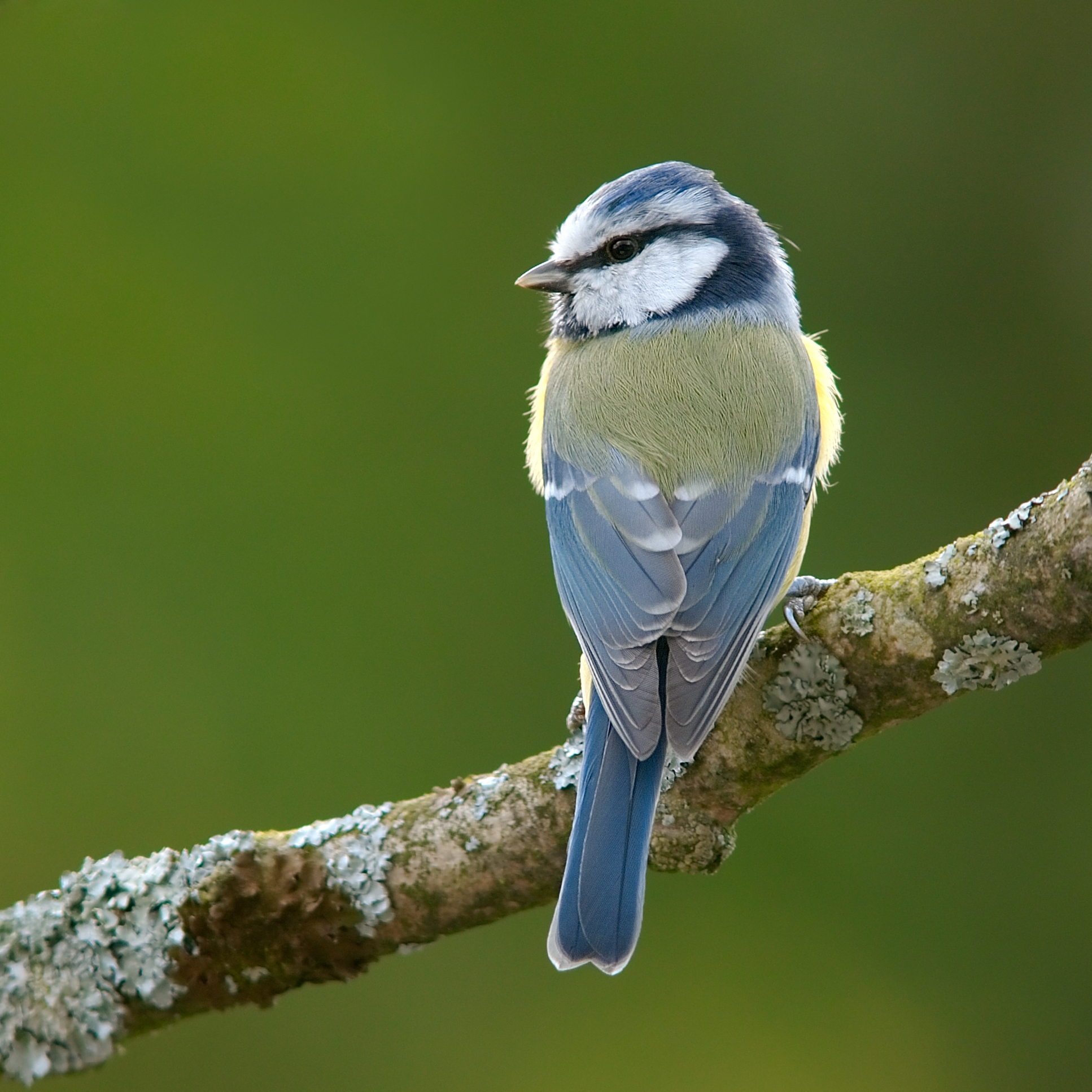
Piţigoiul albastru (Cyanistes caeruleus)

Pădurea asigură adăpost pentru multe păsări cântătoare și răpitoare: pițigoiul de brădet (Periparus ater), pițigoiul de creastă (Lophophanes cristatus), alunarul (Nucifraga caryocatactes), huhurezul mare (Strix uralensis), buha (Bubo bubo), scorțarul (Sitta europaea), ciocănitoarea pestriță mare (Dendrocopos major), pănțărușul (Troglodytes troglodytes) sau pițigoiul albastru (Cyanistes caeruleus), de pe Piatra Șoimilor fiind obsevate printre păsările care cuibăresc în pădure și păsări răpitoare diurne. Cel mai frecvent zărit este șorecarul comun (Buteo buteo), dar se mai pot vedea și uliul păsărar (Accipiter nisus), vânturelul roșu (Falco tinnunculus), uliul porumbar(Accipiter gentilis) și uneori și acvila țipătoare mică (Aquila pomarina). 
Mamifere care trăiesc în pădurile care înconjoară Piatra Șoimilor sunt: veverița roșcată (Sciurus vulgaris), pârșul mare (Glis glis), ariciul (Erinaceus roumanicus), căprioara (Capreolus capreolus), mistrețul (Sus scrofa), liliacul comun (Myotis myotis), pisica sălbatică  (Felis silvestris), viezurele (Meles meles), nevăstuica (Mustela nivalis), vulpea (Vulpes vulpes), ursul brun (Ursus arctos), râsul (Lynx lynx) sau lupul (Canis lupus).

## Căi de acces
Traseul spre Piatra Șoimilor este marcat cu triunghi roșu durează între 1 și 2 ore, din stațiune. 

## Obiective turistice de vecinătate
- Ruinele cetății Stânca Șoimilor. Cetatea a fost construită pe vârful Stânca Șoimilor de Jos. A avut forma unei țigle întinse, resturi din zidul cetății înca mai sunt clar vizibile. [8]
- Vârfurile Pilișca Mare (1374 m) și Mitaci (1271 m)

## Avertisment
Sub denumirea de Piatra Șoimilor este menționat în Harta Munții Harghita Autori Z. Racz A. Cioacă și respectiv în ghidul turistic cu același nume - publicate în 1986 la Editura Sport-Turism, un alt aflorisment stâncos de 717 m situat mai la sud - tot pe dreapta Oltului între Băile Tușnad și Bixad. Piatra Șoimilor (denumirea actuală) este specificată sub denumirea de Stânca Șoimilor. 